# Automatikmonteur
Automatikmonteur EFZ ist in der Schweiz seit 2008 die offizielle Berufsbezeichnung, welche man aus dem elektrotechnischen Beruf Elektropraktiker geschaffen hat.
Die Verantwortung für diese berufliche Grundbildung liegt bei der Swissmechanic. Die Bezeichnung des Abschlusses lautet seit 2008 «Automatikmonteur mit eidgenössischem Fähigkeitszeugnis (EFZ)».

## Arbeitsgebiet
Automatikmonteure und Automatikmonteurinnen beherrschen die nötigen Montage-, Verbindungs- und Verdrahtungstechniken, um elektrische Steuerungen und Energieverteilungen aufzubauen. Bei Funktionskontrollen und der Lokalisation von Störungen an Maschinen setzen sie moderne Prüf- und Messmittel ein.

## Voraussetzungen für die Erlernung des Berufes
Für eine Automatikmonteur-Lehre eignen sich Jugendliche, bei denen das Interesse für die Welt der Elektronik mit handwerklichem Geschick, elektrische Geräte verstehen, Mathematikkenntnissen und guter Auffassungsvermögen verbunden ist. Gute Leistungen in Mathematik und Physik sind nötig. Selbstverständlich ist diese Berufslehre auch für Frauen geeignet.
Die Lehrdauer beträgt 3 Jahre.
Die schulischen Anforderungen sind Grundlegendes oder mittleres Niveau der Sekundarstufe I, womit der Beruf die niedrigere Schwelle hat als der Automatiker.

## Betriebliche Ausbildung

### Basisausbildung
1. und 2. Lehrjahr: Manuelles Bearbeiten von Metall- und Nichtmetallhalbfabrikaten auf Ständer oder Handbohrmaschinen. Bedienen von Handwerkzeugen, Maschinen und Einrichtungen. Kennenlernen der wesentlichen Messmethoden an Gleich- und Wechselspannung. Erwerb von grundlegenden Kenntnissen im Montieren, Verdrahten und Prüfen von einfachen Steuerungen, elektronischen Apparaten und Energieverteilungen.

### Schwerpunktausbildung
1. bis 3. Lehrjahr: Parallel zur Basisausbildung werden grundlegende Fertigkeiten und Kenntnisse im Einsatzgebiet des Betriebes vertieft und gefestigt. Die Wahl der Einsatzgebiete (Handlungskompetenzen) richtet sich nach den Möglichkeiten des Lehrbetriebs und den Neigungen und Fähigkeiten des Lernenden. Die Automatikmonteure und Automatikmonteurinnen bauen sich dabei mindestens eine Handlungskompetenz auf.

## Berufsfachschule
Die Lernenden besuchen an einem Tag pro Woche die Berufsfachschule. Unterrichtet werden:
- Technische Grundlagen
- Mathematik
- Physik
- Zeichnungstechnik
- Werkstofftechnik
- Normen und Apparate
- Elektrotechnik
- Allgemeinbildung
- Sport

## Überbetriebliche Kurse
Während der ersten beiden Lehrjahren besuchen die Lernenden überbetriebliche Kurse, in welchen ihnen die grundlegenden Fertigkeiten vermittelt werden. Meistens werden diese in einem Kurszenter der Swissmechanic durchgeführt.

## Verwandte Berufe
- Automatiker (Schweiz)
- Elektroniker für Automatisierungstechnik (Deutschland)

## Weiterbildungsmöglichkeiten
- Zusatzlehre zum Automatiker[4]
- Höhere Fachprüfungen z. B. zum Produktionsfachmann, Fertigungsfachmann
- Techniker TS/HF
- Aufstiegsmöglichkeiten
  - Fachspezialist
  - Gruppen-, Abteilungs-, Betriebs-, Geschäftsleiter, Firmeninhaber
- Sprungbrett für attraktive Zweitberufe wie Lokomotivführer, Büchsenmacher, Berufspilot, Flugzeugmechaniker, technischer Kaufmann, diverse Informatikberufe usw.
- Eidg. dipl. Industriemeister/in
- Ausbilder/in